# Khăn rằn

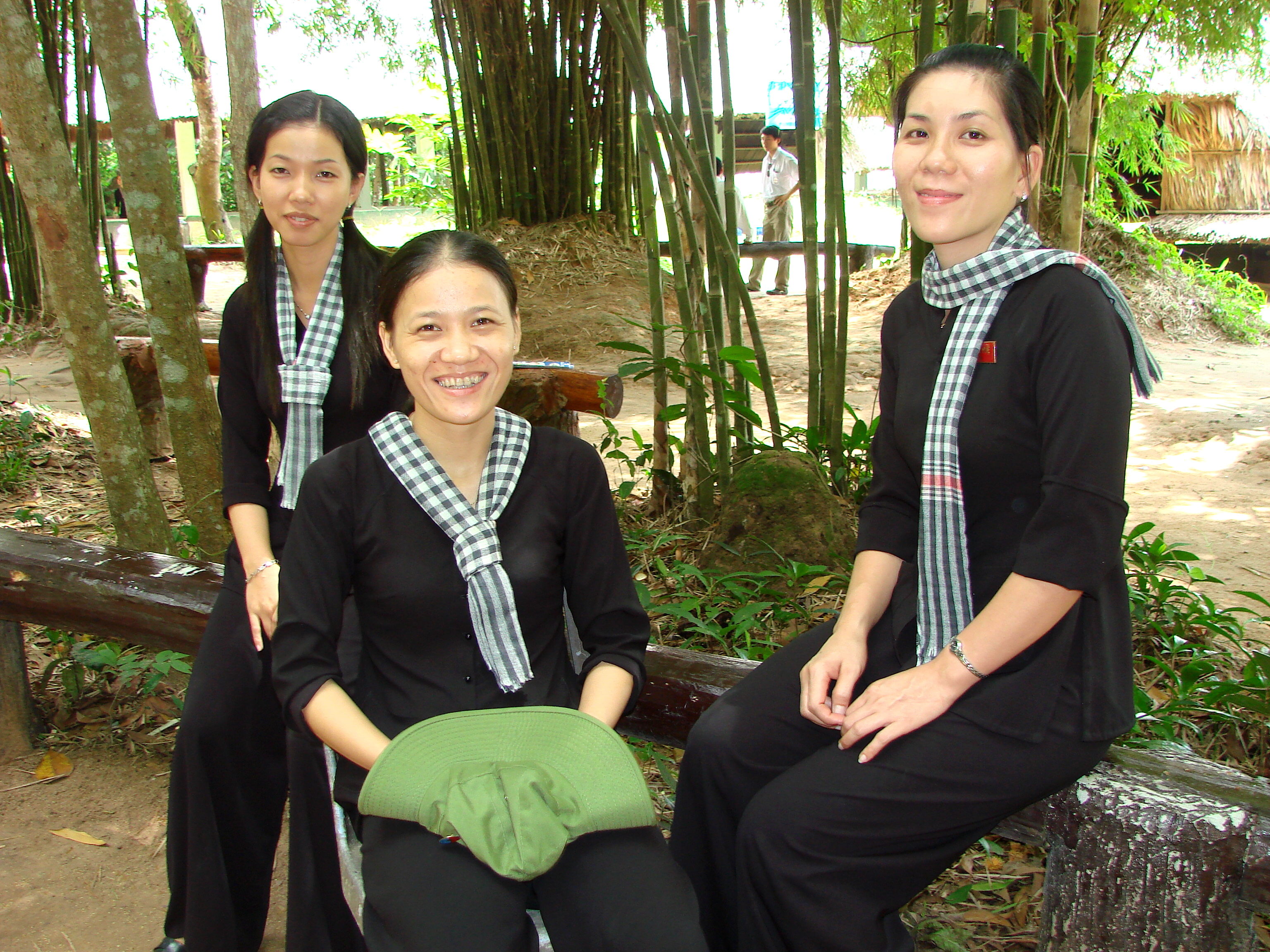
Donne vietnamite che indossano la tipica sciarpa

Il Khăn rằn (in vietnamita: khăn, «sciarpa»; rằn, «a strisce») è una sciarpa tradizionale bianca e nera, derivante dal krama cambogiano. È usata principalmente nella regione del Delta del Mekong in Vietnam.
Durante la Guerra del Vietnam, la caratteristica sciarpa era indossata sia dai Khmer rossi che dai Vietcong per riconoscersi.